# Arctia divisa
Arctia divisa là một loài bướm đêm thuộc phân họ Arctiinae, họ Erebidae.